# Orazały Kozybajew
Orazały Abiłowicz Kozybajew (ros. Оразалы Абилович Козыбаев, kaz. Оразалы Әбілұлы Қозыбаев, ur. 15 kwietnia 1924 w miejscowości Mynszukur w powiecie kustanajskim w guberni kustanajskiej (obecnie nie istnieje; terytorium rejonu mendikarińskiego w obwodzie kustanajskim), zm. 23 sierpnia 1996 w Kustanaju) – radziecki polityk, działacz partyjny Kazachskiej SRR, Bohater Pracy Socjalistycznej (1967).

## Życiorys
Urodził się w biednej wielodzietnej kazachskiej rodzinie chłopskiej. Skończył szkołę średnią i szkołę pedagogiczną, później pracował w kołchozie i w Stacji Maszynowo-Traktorowej jako rachmistrz. 20 lipca 1942 został powołany do armii, walczył na Froncie Północno-Zachodnim w składzie 15 Samodzielnej Brygady Piechoty, 29 kwietnia 1943 został ciężko ranny. Po wyleczeniu ran w 1944 został skierowany do 9 samodzielnego batalionu obrony chemicznej Uralskiego Okręgu Wojskowego, w 1947 został zdemobilizowany w stopniu młodszego sierżanta. Od 1947 pracował w Komitecie Miejskim Komunistycznej Partii (bolszewików) Kazachstanu w Kustanaju jako sekretarz techniczny, później w Komitecie Obwodowym Komsomołu w Kustanaju jako instruktor, w 1950 został kierownikiem Wydziału Młodzieży Wiejskiej Komitetu Obwodowego Komsomołu w Kustanaju, w 1950 zaocznie ukończył Kustanajski Instytut Nauczycielski. W 1948 został przyjęty do WKP(b). Od 1951 był instruktorem Komitetu Obwodowego KP(b)K w Kustanaju, 1953-1955 II sekretarzem Zatobolskiego Komitetu Rejonowego KPK, 1955-1959 przewodniczącym Komitetu Wykonawczego Zatobolskiej Rady Rejonowej w obwodzie kustanajskim, później I sekretarzem amangeldińskiego komitetu rejonowego KPK, w 1961 ukończył technikum rolnicze w Kustanaju. W 1965 został I sekretarzem Komitetu Rejonowego KPK w Arkałyku, w 1966 zaocznie ukończył Wyższą Szkołę Partyjną przy KC KPZR, 1967-1975 był II sekretarzem Komitetu Obwodowego KPK w Kustanaju, a 1975-1984 przewodniczącym Obwodowego Komitetu Wykonawczego Rady Deputowanych Pracujących w Aktiubińsku, następnie przeszedł na emeryturę. Był pięciokrotnym deputowanym do Rady Najwyższej Kazachskiej SRR i członkiem Prezydium Rady Najwyższej Kazachskiej SRR. Od 1960 do 1966 wchodził w skład KC KPK. Miał honorowe obywatelstwo Arkałyku. Jego imieniem nazwano ulicę w Kustanaju i prospekt w Arkałyku oraz wiejską szkołę średnią w rejonie mendikarińskim.

## Odznaczenia
- Medal Sierp i Młot Bohatera Pracy Socjalistycznej (19 kwietnia 1967)
- Order Lenina (19 kwietnia 1967)
- Order Wojny Ojczyźnianej II klasy (11 marca 1985)
- Order Czerwonego Sztandaru Pracy (trzykrotnie, 11 stycznia 1957, 27 sierpnia 1971 i 19 lutego 1981)
- Order Przyjaźni Narodów (3 marca 1980)
- Order Czerwonej Gwiazdy (7 maja 1970)

I medale.